# 西村窑
西村窯，宋代南方耀州窯系民窯。該窯不見於方志記載，據考古發掘資料推斷始于唐，盛于五代和北宋，衰敗于南宋。窯址位於廣東省廣州市西北。其產品包括青白釉、青白釉彩繪、青釉及黑釉等，青白釉刻花加褐彩則是其特有品種。

## 陶瓷特色
- 胎質堅硬緻密、呈現灰白色。[2]
- 青白釉釉色白中泛青，有的白中帶黃或白中泛灰。在大碗上部刻劃一條寬帶形纏技花卉，或者刻花加彩紛裝飾[2]。青白釉刻花加褐色彩繪是西村窯特有的品種。相似的點彩手法在廣州晉朝墓葬出土的青釉器中已有發現，因此推斷是由晉流傳下來的[3] 。
- 青釉呈色近似耀州，基本上為青綠色，但波動較大。以印花、刻花、劃花及彩繪裝飾。[2]